# フランシス・ジェームズ・チャイルド

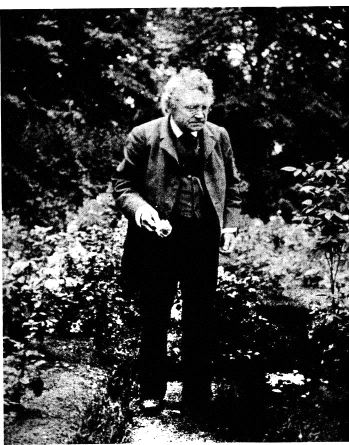
フランシス・ジェームズ・チャイルド

フランシス・ジェームズ・チャイルド（Francis J(ames). Child, 1825年2月1日 - 1896年9月11日）はアメリカ合衆国の文献学者。バラッド（ポピュラー音楽などで言うところのバラードとは異なる）研究の権威で、整理番号チャイルド番号はブリテン諸島・アメリカの系統の民謡を分類するときの重要な指標となる。

## 著書
- "English and Scottish Ballads" (1857-58年)